# Видинські правителі
Видинські правителі — керівники незалежної (та напівзалежної) держави (князівства, деспотства), що виникла в результаті феодальної роздробленості Болгарських та Волоських земель наприкінці XIII століття.
1257 року князь Ростислав Михайлович напав на болгарську столицю Тирново, але не зміг її взяти, тому він відступив до Видина, де закріпився, претендуючи на титул царя Болгарії, який угорці визнали за ним.
З середини XIII століття територія Видина була автономним князівством, і нею послідовно правили Яків Святослав (помер 1276), Шишман, а потім його син Михайло Шишман, який отримав високий титул деспота від свого двоюрідного брата Теодора Святослава, і згадувався Венеціанському джерелі як деспот Болгарії та володар Видина.
1365 року незалежне князівство було перетворено на намісництво (банство) угорської корони, яким керували бани. Його незалежність була відновлена 1369 року.
1419 року держава була завойована Османською імперією і перетворений на санджак, яким керував санджакбей.
1846 році була проведена адміністративна реформа - Видинський санджак перетворено на пашалак.

1864 року після нової реформи Відінський пашалак було ліквідовано, а його територію включено до складу Дунайського вілаєту.
Після відновлення Королівства Болгарії, Вининське князівство увійшло до складу цієї держави. Титул князь Видинський (Відінський) використовується з 1967 року, коли король Симеон II надав його одному зі своїх молодших синів.

## Правителі Видину
| Ім'я                        | Титул              | Династія          | Роки правління    | Примітки                                                                                           |
| --------------------------- | ------------------ | ----------------- | ----------------- | -------------------------------------------------------------------------------------------------- |
| Ростислав Михайлович        | князь              | Ярославичі        | 1257 – бл.1262    | Походив з князів Великого князівства Київського (Київської Руси).                                  |
| Яків Святослав              | князь              | Ярославичі        | 1262 – бл.1275    | Походив з князів Великого князівства Київського (Київської Руси).                                  |
| Георгій I Тертер            | імператор Болгарії | Тертеровичі       | 1277 – 1282       | Походив з половців або татар Північного Причорномор'я. Засновник династії Тертеровичів (Тертерів). |
| Шишман I                    | деспот             | Шишмановичі       | 1282 – бл.1310    | Походив з половців Північного Причорномор'я. Засновник династії Шишмановичів.                      |
| Михайло I                   | деспот             | Шишмановичі       | 1310 – бл.1324    | Син Шишмана І.                                                                                     |
| Белаур                      | деспот             | Шишмановичі       | 1324 – 1331       | Брат Михайла І, син Шишмана І.                                                                     |
| Михайло II                  | деспот             | Шишмановичі       | 1331 – 1356       | Син Михайла І.                                                                                     |
| Шишман II                   | претендент         | Шишмановичі       | 1356              | Брат Михайла II, син Михайла І.                                                                    |
| Іван Стратимир              | імператор Болгарії | Стратимировичі    | 1356 – 1365       | Син болгарського імператора Івана Олександра                                                       |
| Бенедикт                    | бан                | Гімфі             | 1365 – 1369       | Угорський васал                                                                                    |
| Петро                       | бан                | Гімфі             | 1365 – 1369       | Брат Бенедикта Гімфі.                                                                              |
| Іван Стратимир              | імператор Болгарії | Стратимировичі    | 1369 – 1397       | друге правління                                                                                    |
| Костянтин II Асен           | імператор Болгарії | Стратимировичі    | 1397 – 1419       | Син імператора Івана Стратимира.                                                                   |
| Турахан бей                 | санджакбей         | -                 | 1419 – 1456       | Османський васал                                                                                   |
| Фружин                      | князь              | Шишмановичі       | 1456 – 1460       | Син Івана Шишмана, двоюрідний брат Константина II Асеня.                                           |
| Алі Михалогли               | санджакбей         | Михалоглу         | бл. 1460          | Османський васал.                                                                                  |
| Стоян                       | бан                | Шишмановичі       | 1460 – бл.1480    | Син князя Фружина.                                                                                 |
| Михайло III                 | бан                | Шишмановичі       | 1480 – 1492       | Син князя (бана) Стояна.                                                                           |
| Хафіз                       | санджакбей         | -                 | бл.1577           | Османський васал.                                                                                  |
| Сердар Махмуд               | санджакбей         | -                 | бл.1578           | Османський васал.                                                                                  |
| Старий Новак                | князь              | Шишмановичі       | 1594 – 1601       | Претендент, Волоський повстанець.                                                                  |
| Мехмед Абаза паша           | санджакбей         | -                 | 1633              | Османський васал.                                                                                  |
| Топал Осман I               | санджакбей         | -                 | 1730              | Османський васал.                                                                                  |
| Мехмед бей                  | санджакбей         | -                 | бл.1730           | Османський васал.                                                                                  |
| Мухсинзаде Абдулла Челеби   | санджакбей         | -                 | після 1730 – 1739 | Османський васал.                                                                                  |
| Мехмед II Хюсрев            | санджакбей         | -                 | бл. 1739          | Османський васал.                                                                                  |
| Мелек                       | санджакбей         | -                 | до 1780           | Османський васал.                                                                                  |
| Ізет Ахмед                  | санджакбей         | -                 | бл. 1780 – 1793   | Османський васал.                                                                                  |
| Мехмед III                  | санджакбей         | -                 | бл. 1780 – 1793   | Османський васал.                                                                                  |
| Сеїд Алі                    | санджакбей         | -                 | 1794              | Османський васал.                                                                                  |
| Осман Пазвантоглу           | узурпатор          | Пазвантоглу       | 1794 – 1807       | Син яничара Омера Пазвантоглу.                                                                     |
| Мола Ідриз                  | санджакбей         | -                 | 1807 – 1813       | Османський васал.                                                                                  |
| Ібрагім I                   | санджакбей         | -                 | 1813 – 1833       | Османський васал.                                                                                  |
| Ага Гюсеїн                  | санджакбей         | -                 | 1833 – 1844       | Османський васал, 1 правління                                                                      |
| Мустафа Нурі паша Серкатебі | санджакбей         | -                 | 1844 – 1845       | Османський васал.                                                                                  |
| Мехмед III Хайредін         | санджакбей         | -                 | 1845 – 1846       | Османський васал.                                                                                  |
| Ага Гюсеїн                  | паша               | -                 | 1846 – 1849       | 2 правління                                                                                        |
| Мехмед IV Зія               | паша               | -                 | 1849 – 1850       | Османський васал.                                                                                  |
| Олександр Шишманов          | претендент         | Шишмановичі       | 1850              | Нащадок Старого Новака.                                                                            |
| Алі II Реза                 | паша               | -                 | 1850 – 1851       | Османський васал.                                                                                  |
| Мустафа Заріф               | паша               | -                 | 1851 – 1852       | Османський васал.                                                                                  |
| Абдурахман Самі             | паша               | -                 | 1852 – 1853       | Османський васал.                                                                                  |
| Ібрагім II                  | паша               | -                 | 1853 – 1855       | Османський васал.                                                                                  |
| Мехмед Моамер               | паша               | -                 | 1855 – 1857       | Османський васал.                                                                                  |
| Мехмед Ісмет Рамазаноглу    | паша               | –                 | 1857 – 1859       | Османський васал.                                                                                  |
| Мехмед Саїд паша Мірза      | паша               | –                 | 1859 – 1861       | Османський васал.                                                                                  |
| Арнаут Сюлейман Рефет       | паша               | –                 | 1861 – 1864       | Османський васал.                                                                                  |
| Вільгельм Шрекер            | паша               | –                 | 1864              | Османський васал.                                                                                  |
| Костянтин ІІІ Асен          | князь              | Сакскобурґ-Ґотска | 1967 – нині       | Титулярний. Син Симеона II.                                                                        |